# Farooqnagar
Farooqnagar (o Farrukhnagar) è una suddivisione dell'India, classificata come census town, di 34.558 abitanti, situata nel distretto di Mahbubnagar, nello stato federato del Telangana. In base al numero di abitanti la città rientra nella classe III (da 20.000 a 49.999 persone).

## Geografia fisica
La città è situata a 17° 4' 40 N e 78° 12' 4 E e ha un'altitudine di 644 m s.l.m..

## Società

### Evoluzione demografica
Al censimento del 2001 la popolazione di Farooqnagar assommava a 34.558 persone, delle quali 17.819 maschi e 16.739 femmine. I bambini di età inferiore o uguale ai sei anni assommavano a 4.728, dei quali 2.358 maschi e 2.370 femmine. Infine, coloro che erano in grado di saper almeno leggere e scrivere erano 23.335, dei quali 13.399 maschi e 9.936 femmine.